# Estadio Municipal de La Pintana
El Estadio Municipal de La Pintana se ubica en la ciudad de Santiago, Chile, en la popular comuna de La Pintana. Tiene una capacidad aproximada de 4800 espectadores. Es administrado por la Corporación Municipal de Deportes de La Pintana. La cancha central es utilizada para los partidos de local del club de fútbol  Santiago Morning de la Primera B y por La Pintana Unida de la Tercera División B de Chile. La cancha 2 es ocupada como localía por el club de Rugby Trapiales RC en los campeonatos ARUSA
El campo deportivo cuenta con una cancha de fútbol de pasto natural y otra de pasto sintético, además de patinódromo, pista de ciclismo, dos canchas de tenis, un frontón de entrenamiento, un circuito de cross country, un gimnasio de disciplinas sin balón (judo, acondicionamiento físico, Programa Cardiovascular, levantamiento de pesas), un skatepark, una pista de patinaje artístico, un muro y un boulder de escalada, y una pista de atletismo.

## Historia
El estadio cuenta con instalaciones que han sido calificadas como "de primer nivel". Esta denominación ha llevado a que las autoridades metropolitanas recomienden al recinto como escenario alternativo ante la carencia de infraestructura deportiva existente en Chile.
El estadio ha sido ocupado para un concierto del artista musical Manu Chao y para partidos amistosos de la selección chilena sub-20 en preparación para el Mundial de Canadá 2007, entre muchas otras actividades.
Desde el año 2007 el club Santiago Morning ha sido local en el estadio, donde se han jugado partidos de Primera División. En los primeros meses de 2010, el club bohemio se trasladó a la comuna de Melipilla, pero el recinto aún seguía siendo usado por equipos de la máxima categoría como alternativa de sus propias localías. A mediados de ese año, el cuadro microbusero volvió al recinto.
La Corporación de Deportes participa con un equipo de fútbol femenino en el campeonato ANFP desde 2018, haciendo de local en la cancha 2.
Adicionalmente, el equipo de Rugby Trapiales RC juega de local en la cancha 2 del estadio, tanto en el campeonato de Primera A como en el de Primera B de la Asociación de Rugby Santiago (ARUSA).
La selección de rugby de Chile, ha disputado numerosos partidos desde 2012 a la fecha en el reducto comunal, manteniendo un historial de 2 victorias y 4 derrotas.
Desde octubre de 2023, el estadio cuenta con una pantalla gigante de alta definición, la cual se encuentra instalada en el sector norte del mismo.